# فیورلا بونیکلی
 فیورلا بونیکلی (انگلیسی: Fiorella Bonicelli؛ زادهٔ ۲۱ دسامبر ۱۹۵۱) یک تنیس‌باز اهل اروگوئه است. 